# بات فلاهيرتي
بات فلاهيرتي (بالإنجليزية: Pat Flaherty)‏ مواليد 6 يناير 1926 في غلينديل، كان سائق فورملا 1 أمريكي سابق بدأ مسيرته الاحترافية سنة 1950. كان أول سباق له هو إنديانابوليس 500 سنة 1950، حقق أول فوز له في إنديانابوليس 500 سنة 1956. خاض خلال مسيرته 6 سباقات فاز في واحد منها.

## بطولات حققها
- إنديانابوليس 500 سنة 1956

## روابط خارجية
- بات فلاهيرتي على موقع Racing-Reference.info (الإنجليزية)
- بات فلاهيرتي على موقع DriverDB.com (الإنجليزية)